# グラスゴー美術学校
グラスゴー美術学校（英語: Glasgow School of Art , GSA）は、建築、ファインアート、デザインのプログラムを持つスコットランドで唯一の公立美術大学である。グラスゴー大学の連合校であり、学士、修士、博士等の学位はグラスゴー大学より授与される。GSAはグラスゴーで最も有名な建物を校舎として使っている。それは建築家チャールズ・レニー・マッキントッシュの設計により1897年から1909年にかけて建てられたもので、彼の最高傑作である。しかし、2014年5月の火事により、校舎はひどく損傷してしまった。

## 沿革
1845年にグラスゴー官立デザイン学校（Glasgow Government School of Design）として創立され、1853年に現在のグラスゴー美術学校（The Glasgow School of Art）へと改名した。創立時は12イングラム通りにあったが、1869年にマクレラン・ギャラリーに移転した。1897年、レンフルー通りに校舎移転するための工事が着工された。新しい校舎はチャールズ・レニー・マッキントッシュがデザインした。校長のフランシス・ニューベリーが選定したもので、学校に対する世間からの評価がますます高まり、今後拡大していくだろうことを見越しての判断である。1899年に校舎は全体の半分まで出来上がり、残りの部分が1909年に完成した。それ以来GSAは拡大しつづけ、2009年には国際的な設計コンペを開き、キャンパスのマスタープランと第1フェーズの建物のデザインを担当する建築家デザインチームを募った。結果、選ばれたのはニューヨークを拠点に活動するスティーヴン・ホール建築事務所であり、地元グラスゴーのJM建築事務所と協力して設計することになった。2014年にリード棟が完成した。所在地は、マッキントッシュ棟の向かいで、もともとフォウリス・タワー、アセンブリー・タワー、ニューベリー・タワーがあった場所である。
GSAはスコットランドを代表する現代アーティストのほとんどを輩出しており、2005年以降のターナー賞候補者の30%、また最近のターナー賞受賞者の4人はGSA出身者である。その4人とは、2005年のサイモン・スターリング、2009年のリチャード・ライト、2011年のマーティン・ボイス、2014年のダンカン・キャンベルである。建築学部はプロの建築家から高い評価を得ており、デザイン学部は『デザイン・ウィーク』誌から「デザイン教育のリーダー」と評価されている。
GSAには3つの学部がある。すなわち、マッキントッシュ建築学部（Mackintosh School of Architecture、偉大な卒業生であるチャールズ・レニー・マッキントシュにちなんで名付けられた）、デザイン学部（School of Design）、そしてファインアート学部（School of Fine Art）である。それぞれの学部は独自の教育プログラムと研究センターを抱えている。3学部に加えて、デジタル・デザイン・スタジオ（立体表現・インタラクションに特化したスタジオ）、フォーラム・フォー・クリティカル・インクワイアリ（スタジオ外での幅広い学習、教育、研究の場）、そして大学院もある。GSAはまた、学位取得を目的としない人のために、一般向けの公開講座などを長く提供してきた。
GSAには次の専攻がある。ファインアート・写真（トーマス・ジョシュア・クーパーが1982年に創設）、絵画・版画、彫刻・環境アート、プロダクトデザイン、プロダクトデザイン・エンジニアリング、テキスタイル、銀細工・ジュエリー、インテリアデザイン、コミュニケーションデザイン、デジタルカルチャー・建築。

### 2014年の火事について
マッキントッシュ棟は2014年5月23日に起きた火災によりひどく損傷してしまった。損傷の範囲と建物を今後どうするかについてはまだ報告されていない。消防署の当初の予測では、校舎の90%とその内容物の70%は無事であるという。
火災は地下で起きたものであり、急速に上階まで火が上った。速やかに鎮火作業がなされたものの、歴史的なスタジオと階段には重大な損傷が与えられた。有名なマッキントッシュ図書館は破壊され、アーカイブは水によって濡れてしまった。ただし、乾燥させて修復することは可能である。被害者は報告されていない。
火事が起きたのは、学生が卒業制作展に向けて作業している最中であった。目撃者によると、火が起きたのはチャールズ・レニー・マッキントッシュ棟の地下でプロジェクタが爆発したことが原因であり、昼の12:30前くらいの出来事だという。後の調査により、事故の原因はプロジェクターが故障していたからではなく、「スプレー缶」が高温のプロジェクターのすぐ近くで使用されたため、引火性ガスに火がついてしまったからだと判明した。『スコッツマン』新聞によると、エアロゾル缶の使用は大学の規則に抵触するという。しかし、スコットランド消防署の報告では、校舎のデザインのおかげで火が拡大するのが大部分防がれたという。「木材が並んだ壁とボイド、そして建物全体を垂直方向と水平方向に走る換気ダクト」、そして「建物全体に施された垂直のサービスボイド」のおかげで、「熱気と煙がうまく外に排出された」。また、設置が予定されていた「火災防止システム」が火災当時はまだ完成していなかったようである。火が出た当初、職員が1名勤務中であったが、急速に広がる火を目前にして為す術を持たなかったとのことである。

## キャンパス

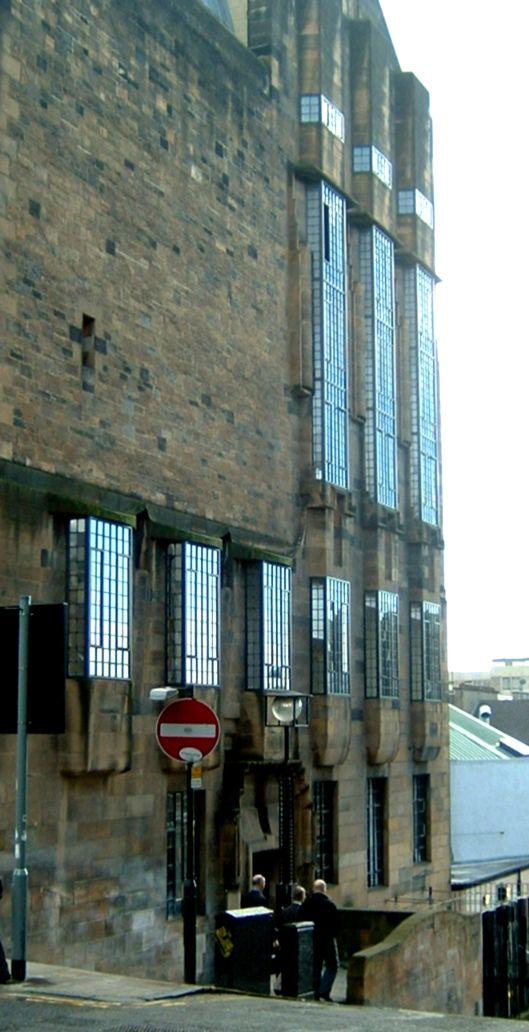
GSAのマッキントッシュ棟の西側。

GSAは現在、2つのキャンパスを保有している。ファインアート学部、デジタルカルチャー学科、修士課程があるのは、火災の被害を受けたマッキントッシュ棟の近辺である。デザイン学部（テキスタイル、ジュエリー・銀細工、プロダクトデザイン・エンジニアリング、プロダクトデザイン、コミュニケーションデザイン、インテリアデザイン）、先端テキスタイル・センター（Centre for Advanced Textiles）、デザイン・イノベーション・スタジオ、フェアー・ザ・モンキー・スリープス・カフェは最近、ガーネットヒルキャンパスに移転し、リード棟を校舎としている。
デザイン・イノベーション・センターは、デザイン学部付属の研究センターであり、本部はフォーレスにある。中国の北京にはGSAの支部がある。GSAは専門研究大学院センターのデジタルデザインスタジオ（DDS）を持っている。所在地は、グラスゴー南部のクライド川に面したパシフィック・キーにあるハブ（The Hub）という新しい施設の中である。
マッキントッシュ棟はキャンパスの中心に位置しており、2014年5月23日の火事が起きるまで大学の本部として機能していた。中には、絵画学科、1年生のスタジオ、そして職員事務室が入っていた。マッキントッシュ・ギャラリーも建物内にあり、一年を通して様々な展示が行われている。マッキントッシュ・ギャラリー（マッキントッシュ美術館とも呼ばれる）はマッキントッシュ棟のうち、一般に公開されている唯一の場所であった。他の部分は、ガイド付きのツアーを伴ってしか見学できないようになっている。ただし、卒業制作展が開かれる時のみ、例外的にマッキントッシュ棟の全スタジオが一般公開される。
マッキントッシュ建築学部と学部付属図書館など関連施設は、ブールドン棟にある。
西グラハム通りにあるバーンズ棟には次の学科がある。彫刻・環境アート、国際ファンデーション、デジタルカルチャー。
復旧後も、マッキントッシュ棟はキャンパスの中心機能を持ち続ける予定だが、他の棟については売却されるという案も出ている。
2009年には国際的な設計コンペが開かれ、キャンパスのマスタープランと第1フェーズの建物のデザインするチームを募った。結果、選ばれたのはニューヨークを拠点に活動するスティーヴン・ホール建築事務所であり、地元グラスゴーのJM建築事務所、そしてアラップ・エンジニアリングと協力して設計することになった。工事は2011年に開始され、2013年まで続いた。建物の構造は2013年に完成した。新しい建物は前学長セオナ・リードの名前にちなんでリード棟と名付けられた。リード棟は、『アーキテクツ・ジャーナル』誌により2014年最優秀建築物（2014年5月のAJ100アワード）に選ばれた。また、構造工学協会の2014年構造アワードでは、芸術・エンターテイメント構造賞を受賞した。

### 展示
GSAは年に一度、一般向けの展示イベントを開催している。マッキントッシュ・ギャラリーでは、現代アーティスト、デザイナー、建築家、GSAの教職員と学生の協力のもと、キュレーターの企画による展示が行われている。GSAの持つ豊かな遺産と建築、そして所蔵品が、展示では大いに利用される。

## 学生生活・教育
ガーディアン大学ガイドにおいて、GSAはイギリスの専門教育機関トップ10に選ばれ、視覚芸術分野ではランキング1位の評価を得た。GSAは他の大学ランキングには登場しないが、独自に学位を授与する権限を持たないことが理由である。GSAで得られる学位はグラスゴー大学によって認定される。

全学生1,900人のうち、約20%が留学生、20%はイギリス国内の他地域出身である。また、約20%が大学院生である。
高等教育統計局（HESA）の統計調査によると、GSAの中途退学率はイギリス国内で最も低いうちの一つである。
2002年、イングランド高等教育財政カウンシル（HEFCE）の発表したデータによると、GSAに在学する労働者階級出身の学生の数は、イギリスの大学の中で下から2番目に少ないことが明らかになった。社会階級分類表の3m（筋肉労働の熟練職）、4（半熟練職 ）、5（非熟練職）出身者は、GSAには7%しかおらず、この数字から見るとオックスフォード大学やケンブリッジ大学よりも階級的排他性が高いと言える。GSAはこのデータについて次のように反論した。すなわち、GSAに出願する学生のほとんどは上記調査の基になっているUCASシステムを使っていないため、対象となる学生数が非常に少なくなってしまっている、と。HEFCEもまた、データは注意深く読み取るべきだと述べており、GSAの見解を支持している。

### 学生ユニオンと代表

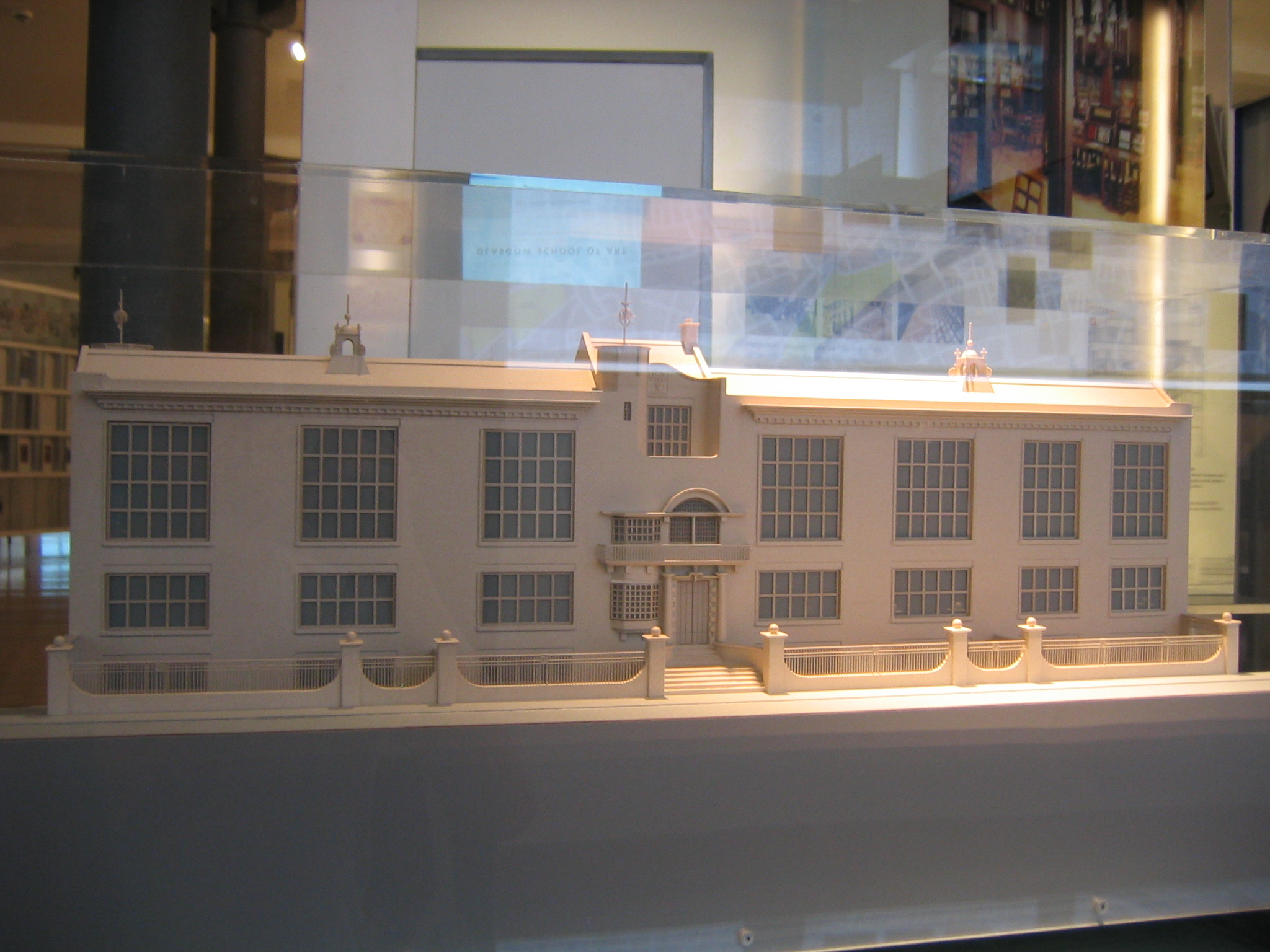
GSAの建築模型。

## 研究・知識交流
GSAは数多くの顕著な研究プロジェクトを主催しており、助成金を主に次の政府機関から受けている。芸術・人文学研究評議会（AHRC）、工学・自然科学研究評議会（EPSRC）、経済・社会研究評議会（ESR）。また、過去には国内の他の研究カウンシルからも助成を受けていた。
2008年に行われた最新の研究評価事業（Research Assessment Exercise）によると、GSAはイギリス国内で2番目に規模の大きなアート・デザイン領域の研究コミュニティを持っている。また、研究成果の25%は世界トップレベル（world leading）評価を受け、25%は国際的水準（internationally excellent）にあると評価された。GSAは次のように多くの研究センターを持っている。デジタル・デザイン・スタジオ、マッキントッシュ環境建築研究所、デザイン・イノベーション研究所、先端テキスタイル・センター、グラスゴー・アーバン・ラボ。
GSAには教員として次のような人物が所属している。トーマス・ジョシュア・クーパー、アラステア・マクドナルド、ポール・アンダーソン、ティム・シャープ、アイリーン・マクアラ＝マクウィリアム、ケン・ニール、ジョニー・ロジャー、クリストファー・プラット、ブライアン・エヴァンズ。
GSAのマッキントッシュ建築学部には現在、2人のフルブライト特別教授が在籍している。それは、アン・マークセンとジュリアナ・マーンタイである。

### 2014の火事について
1. ↑  “Glasgow School of Art: Fire crews battle to save building”.   BBC. 2014年5月23日閲覧。
2. ↑  “Glasgow School of Art fire  brought under control”. The Guardian. (2014年5月23日) 2014年5月24日閲覧。
3. ↑  “Glasgow School of Art: Fire crews save most of building”.   BBC News. 2014年5月24日閲覧。
4. ↑  “Glasgow School of Art fire: Iconic library destroyed”.   BBC News. 2014年5月24日閲覧。
5. ↑  “Fire crews tackle blaze at Glasgow School of Art”.   BBC News. 2014年5月23日閲覧。
6. ↑  “Firefighters battle major blaze at Mackintosh Glasgow School of Ar”. STV News. 2014年5月23日閲覧。
7. ↑  Reevel Alderson, Home affairs correspondent, BBC Scotland. “Glasgow School of Art blaze: Report says foam canister caused fire”.   BBC News. 2014年11月26日閲覧。
8. ↑  CRAIG BROWN. “Glasgow School of Art fire a ‘freak accident’”.   The Scotsman: Scotland on Sunday. 2014年11月26日閲覧。